# Calvetia
Calvetia is een geslacht van mosdiertjes uit de familie van de Calvetiidae en de orde Cyclostomatida. De wetenschappelijke naam ervan werd in 1944 voor het eerst geldig gepubliceerd door Borg.

## Soorten
- Calvetia dissimils Borg, 1944
- Calvetia osheai Taylor & Gordon, 2003